# Francis Dreyfus
Francis Dreyfus (1940, Le Raincy, Francia - 24 de junio de 2010, Neuilly-sur-Seine, Francia) fue un empresario y productor musical francés. Fundador del sello discográfico independiente Disques Dreyfus. En los años 70 ayudó a promover varios artistas franceses, entre ellos Jean Michel Jarre, Michel Petrucciani, entre otros. 
Fue padre de la actriz Julie Dreyfus, conocida internacionalmente por interpretar Sofie Fatale en la película Kill Bill de Quentin Tarantino.